# Real Sociedad de Fútbol 1980-1981
Questa voce raccoglie le informazioni riguardanti la Real Sociedad de Fútbol nelle competizioni ufficiali della stagione 1980-1981

## Stagione
La Real Sociedad si presentò ai nastri di partenza della stagione 1980-1981 con un organico invariato, che presentava come novità alcuni giocatori provenienti dalla società satellite (fra cui il centrocampista José Mari Bakero, che nel corso della stagione verrà spesso impiegato a gara avviata) e la partenza di Luciano Murillo. Uscita sconfitta dall'esordio stagionale, avvenuto con un incontro esterno con il Valencia valevole per la prima giornata della Primera División, nel mese di settembre la Erreala ottenne due vittorie e due pareggi (fra cui il 2-2 interno con l'Atlético Madrid della quinta giornata, ottenuto dopo aver rimontato l'iniziale doppio svantaggio) che le permetteranno di occupare stabilmente le posizioni a ridosso della zona UEFA. Nello stesso tempo la squadra ottenne la qualificazione ai sedicesimi di finale di Coppa UEFA a spese dell'Újpesti Dosza: dopo aver pareggiato in rimonta la gara di andata a Budapest, la Erreala passò il turno grazie a un gol segnato da Satrústegui allo scadere dell'incontro di ritorno, disputata al San Mamés di Bilbao. A partire dal mese di ottobre la Erreala riuscì a trovare continuità di risultati in casa (che le permetterà di ottenere alcune affermazioni di prestigio, fra cui il 2-0 al Barcellona), effettuando una rapida scalata della classifica che la porterà, nei mesi successivi, a oscillare nelle posizioni immediatamente a ridosso della vetta: contemporaneamente la squadra, prevalendo nel doppio confronto con i cecoslovacchi del Zbrojovka Brno (tramite un pareggio all'andata e una vittoria al ritorno, dove risultò nuovamente decisivo Satrústegui, autore di una doppietta nei primi sette minuti) giunse sino agli ottavi di finale di Coppa UEFA, dove incontrò i belgi del Lokeren. Sconfitta nella gara di andata per via di un gol di Lato, al ritorno disputato a San Sebastián la Erreala rimonterà nel finale di partita un iniziale doppio svantaggio, ottenendo un pareggio che ne determinerà l'uscita dalla competizione europea. Concluso il girone di andata al quarto posto (con sette punti di svantaggio sull'Atlético Madrid primo e quattro sul Valencia secondo), con l'inizio dell'anno la Real Sociedad inanellò una serie di tre vittorie consecutive che la portarono ad affiancare il Valencia (peraltro sconfitto in occasione della prima gara del girone di ritorno) nel ruolo di antagonista principale dell'Atlético Madrid; nello stesso tempo la Erreala esordì in Copa del Rey ottenendo l'accesso agli ottavi di finale ai danni del Cadice, sconfitto di misura nella gara di ritorno dopo che l'andata a San Sebastián si era conclusa in parità. Dopo la sconfitta nello scontro diretto coi Colchoneros, nelle tre gare successive la Real Sociedad ottenne un punto, scivolando sino all'ottavo posto dopo la sconfitta esterna con il Barcellona alla ventiquattresima giornata. Di lì in poi la Real Sociedad iniziò a ottenere una striscia di risultati utili consecutivi (tra cui la vittoria interna contro il Real Madrid alla ventisettesima giornata) che le permisero di recuperare gradualmente posizioni in classifica, arrivando a conquistare il comando solitario della classifica a due gare dal termine. Vincendo in rimonta l'ultimo incontro casalingo con l'Español, la Real Sociedad giunse alla vigilia dell'ultima giornata con due punti di vantaggio sul Real Madrid, che tuttavia risultava penalizzato per via del minor numero di reti segnate negli scontri diretti. Alla Erreala fu, pertanto, sufficiente un pareggio (ottenuto grazie a un gol segnato da Zamora a pochi secondi dal fischio finale) contro lo Sporting Gijón per ottenere il primo titolo nazionale del proprio palmarès. La stagione si concluse con l'eliminazione della Real Sociedad agli ottavi di finale di Coppa del Re: opposta al Siviglia, la squadra perse l'incontro di andata (disputato tre giorni dopo la conclusione del campionato) per 2-1, non riuscendo poi a rimediare nella gara di ritorno fra le mura amiche.

## Maglie e sponsor
Le divise sono prodotte dall'Adidas.
| Manica sinistra · Manica sinistra · Maglietta · Maglietta · Manica destra · Manica destra · Pantaloncini · Calzettoni |

## Rosa
| N. |                   | Ruolo | Calciatore             |
| -- | ----------------- | ----- | ---------------------- |
|    | Spagna (bandiera) | P     | Luis Arconada          |
|    | Spagna (bandiera) | P     | Manuel Cervantes       |
|    | Spagna (bandiera) | P     | Pedro María Otxorena   |
|    | Spagna (bandiera) | D     | Marcelino Arano        |
|    | Spagna (bandiera) | D     | Genaro Celayeta        |
|    | Spagna (bandiera) | D     | Agustín Gajate         |
|    | Spagna (bandiera) | D     | Alberto Górriz         |
|    | Spagna (bandiera) | D     | Ignacio Kortabarría    |
|    | Spagna (bandiera) | D     | Juan Antonio Larrañaga |
|    | Spagna (bandiera) | D     | Eliseo Murillo         |
|    | Spagna (bandiera) | D     | Julio Olaizola         |
|    | Spagna (bandiera) | C     | Perico Alonso          |

| N. |                   | Ruolo | Calciatore              |
| -- | ----------------- | ----- | ----------------------- |
|    | Spagna (bandiera) | C     | José Diego Álvarez      |
|    | Spagna (bandiera) | C     | José Agustín Aranzábal  |
|    | Spagna (bandiera) | C     | José Mari Bakero        |
|    | Spagna (bandiera) | C     | Salvador Iriarte        |
|    | Spagna (bandiera) | C     | Jesús María Zamora      |
|    | Spagna (bandiera) | A     | Juan María Amiano       |
|    | Spagna (bandiera) | A     | Santiago Idígoras       |
|    | Spagna (bandiera) | A     | Luis Miguel Heras       |
|    | Spagna (bandiera) | A     | Roberto López Ufarte    |
|    | Spagna (bandiera) | A     | Jesús María Satrústegui |
|    | Spagna (bandiera) | A     | Pedro Uralde            |

## Calciomercato

### Sessione estiva
| Acquisti | Acquisti               | Acquisti      | Acquisti |
| R.       | Nome                   | da            | Modalità |
| -------- | ---------------------- | ------------- | -------- |
| D        | Marcelino Arano        | San Sebastián |          |
| D        | Juan Antonio Larrañaga | San Sebastián |          |
| C        | José Mari Bakero       | San Sebastián |          |

| Cessioni | Cessioni        | Cessioni  | Cessioni |
| R.       | Nome            | a         | Modalità |
| -------- | --------------- | --------- | -------- |
| D        | Luciano Murillo | Salamanca |          |

## Risultati

### Primera División

#### Girone di andata
| Valencia 6 settembre 1980 1ª giornata | Valencia        | 3 – 2 referto | Real Sociedad | Mestalla\| Arbitro: \| Soriano Aladrén \| |
| Arbitro:                              | Soriano Aladrén |               |               |                                           |

| San Sebastián 13 settembre 1980 2ª giornata | Real Sociedad | 2 – 1 referto | Osasuna | Atotxa\| Arbitro: \| Ramo Castillo \| |
| Arbitro:                                    | Ramo Castillo |               |         |                                       |

| Las Palmas de Gran Canaria 21 settembre 1980 3ª giornata | Las Palmas     | 0 – 3 referto | Real Sociedad | Insular\| Arbitro: \| Sanchez-Molina \| |
| Arbitro:                                                 | Sanchez-Molina |               |               |                                         |

| San Sebastián 27 settembre 1980 4ª giornata | Real Sociedad   | 2 – 2 referto | Atlético Madrid | Atotxa\| Arbitro: \| Tomeo Palanques \| |
| Arbitro:                                    | Tomeo Palanques |               |                 |                                         |

| San Sebastián 5 ottobre 1980 5ª giornata | Real Sociedad  | 2 – 2 referto | Real Betis | Atotxa\| Arbitro: \| García Carrión \| |
| Arbitro:                                 | García Carrión |               |            |                                        |

| Alicante 10 ottobre 1980 6ª giornata | Hércules          | 2 – 0 referto | Real Sociedad | José Rico Pérez\| Arbitro: \| Enríquez Negreira \| |
| Arbitro:                             | Enríquez Negreira |               |               |                                                    |

| San Sebastián 19 ottobre 1980 7ª giornata | Real Sociedad | 2 – 0 referto | Barcellona | Atotxa\| Arbitro: \| Pes Pérez \| |
| Arbitro:                                  | Pes Pérez     |               |            |                                   |

| Salamanca 26 ottobre 1980 8ª giornata | Salamanca       | 0 – 2 referto | Real Sociedad | Helmántico\| Arbitro: \| Franco Martínez \| |
| Arbitro:                              | Franco Martínez |               |               |                                             |

| San Sebastián 1º novembre 1980 9ª giornata | Real Sociedad | 1 – 0 referto | Real Saragozza | Atotxa\| Arbitro: \| Miguel Pérez \| |
| Arbitro:                                   | Miguel Pérez  |               |                |                                      |

| Madrid 9 novembre 1980 10ª giornata | Real Madrid       | 1 – 0 referto | Real Sociedad | Santiago Bernabéu\| Arbitro: \| Enríquez Negreira \| |
| Arbitro:                            | Enríquez Negreira |               |               |                                                      |

| San Sebastián 16 novembre 1980 11ª giornata | Real Sociedad    | 1 – 0 referto | Real Valladolid | Atotxa\| Arbitro: \| Martín Navarrete \| |
| Arbitro:                                    | Martín Navarrete |               |                 |                                          |

| Almeria 23 novembre 1980 12ª giornata | Almería         | 3 – 2 referto | Real Sociedad | Antonio Franco Navarro\| Arbitro: \| Soriano Aladrén \| |
| Arbitro:                              | Soriano Aladrén |               |               |                                                         |

| San Sebastián 30 novembre 1980 13ª giornata | Real Sociedad     | 4 – 1 referto | Athletic Bilbao | Atotxa\| Arbitro: \| Álvarez Margüenda \| |
| Arbitro:                                    | Álvarez Margüenda |               |                 |                                           |

| Siviglia 7 dicembre 1980 14ª giornata | Siviglia   | 0 – 0 referto | Real Sociedad | Ramón Sánchez Pizjuán\| Arbitro: \| Díez Frías \| |
| Arbitro:                              | Díez Frías |               |               |                                                   |

| San Sebastián 14 dicembre 1980 14ª giornata | Real Sociedad | 1 – 0 referto | Real Murcia | Atotxa\| Arbitro: \| Ausocúa Sanz \| |
| Arbitro:                                    | Ausocúa Sanz  |               |             |                                      |

| Barcellona 21 dicembre 1980 16ª giornata | Español        | 0 – 0 referto | Real Sociedad | Sarriá\| Arbitro: \| García De Loza \| |
| Arbitro:                                 | García De Loza |               |               |                                        |

| San Sebastián 28 dicembre 1980 17ª giornata | Real Sociedad    | 1 – 2 referto | Sporting Gijón | Atotxa\| Arbitro: \| Fandos Hernández \| |
| Arbitro:                                    | Fandos Hernández |               |                |                                          |

#### Girone di ritorno
| San Sebastián 4 gennaio 1981 18ª giornata | Real Sociedad   | 2 – 1 referto | Valencia | Atotxa\| Arbitro: \| Soriano Aladrén \| |
| Arbitro:                                  | Soriano Aladrén |               |          |                                         |

| Osasuna 11 gennaio 1981 19ª giornata | Osasuna         | 0 – 3 referto | Real Sociedad | El Sadar\| Arbitro: \| Sánchez Arminio \| |
| Arbitro:                             | Sánchez Arminio |               |               |                                           |

| San Sebastián 17 gennaio 1981 20ª giornata | Real Sociedad  | 2 – 0 referto | Las Palmas | Atotxa\| Arbitro: \| Sanchez-Molina \| |
| Arbitro:                                   | Sanchez-Molina |               |            |                                        |

| Madrid 25 gennaio 1981 21ª giornata | Atlético Madrid | 2 – 0 referto | Real Sociedad | Vicente Calderón\| Arbitro: \| Merino González \| |
| Arbitro:                            | Merino González |               |               |                                                   |

| Siviglia 1º febbraio 1981 22ª giornata | Real Betis     | 1 – 0 referto | Real Sociedad | Benito Villamarín\| Arbitro: \| García Carrión \| |
| Arbitro:                               | García Carrión |               |               |                                                   |

| San Sebastián 8 febbraio 1981 23ª giornata | Real Sociedad     | 1 – 1 referto | Hércules | Atotxa\| Arbitro: \| Mayoral Cedenilla \| |
| Arbitro:                                   | Mayoral Cedenilla |               |          |                                           |

| Barcellona 15 febbraio 1981 24ª giornata | Barcellona   | 2 – 0 referto | Real Sociedad | Camp Nou\| Arbitro: \| Ramos Marcos \| |
| Arbitro:                                 | Ramos Marcos |               |               |                                        |

| San Sebastián 22 febbraio 1981 25ª giornata | Real Sociedad | 1 – 0 referto | Salamanca | Atotxa\| Arbitro: \| Condón Uriz \| |
| Arbitro:                                    | Condón Uriz   |               |           |                                     |

| Saragozza 1º marzo 1981 26ª giornata | Real Saragozza | 0 – 1 referto | Real Sociedad | La Romareda\| Arbitro: \| Andújar Oliver \| |
| Arbitro:                             | Andújar Oliver |               |               |                                             |

| San Sebastián 8 marzo 1981 27ª giornata | Real Sociedad     | 3 – 1 referto | Real Madrid | Atotxa\| Arbitro: \| Enriquez Negreira \| |
| Arbitro:                                | Enriquez Negreira |               |             |                                           |

| Valladolid 15 marzo 1981 28ª giornata | Real Valladolid | 0 – 0 referto | Real Sociedad | Municipal de Zorrila\| Arbitro: \| García De Loza \| |
| Arbitro:                              | García De Loza  |               |               |                                                      |

| San Sebastián 22 marzo 1981 29ª giornata | Real Sociedad | 3 – 1 referto | Almería | Atotxa\| Arbitro: \| Ausocúa Sanz \| |
| Arbitro:                                 | Ausocúa Sanz  |               |         |                                      |

| Bilbao 29 marzo 1981 30ª giornata | Athletic Bilbao | 0 – 2 referto | Real Sociedad | San Mamès\| Arbitro: \| Sanchez-Molina \| |
| Arbitro:                          | Sanchez-Molina  |               |               |                                           |

| San Sebastián 5 aprile 1981 31ª giornata | Real Sociedad   | 3 – 0 referto | Siviglia | Atotxa\| Arbitro: \| Franco Martínez \| |
| Arbitro:                                 | Franco Martínez |               |          |                                         |

| Murcia 12 aprile 1981 31ª giornata | Real Murcia     | 0 – 2 referto | Real Sociedad | La Condomina\| Arbitro: \| Soriano Aladrén \| |
| Arbitro:                           | Soriano Aladrén |               |               |                                               |

| San Sebastián 19 aprile 1981 33ª giornata | Real Sociedad   | 2 – 1 referto | Español | Atotxa\| Arbitro: \| Merino González \| |
| Arbitro:                                  | Merino González |               |         |                                         |

| Gijón 26 aprile 1981 34ª giornata | Sporting Gijón    | 2 – 2 referto | Real Sociedad | El Molinón\| Arbitro: \| Enriquez Negreira \| |
| Arbitro:                          | Enriquez Negreira |               |               |                                               |

### Copa del Rey
| San Sebastián 7 gennaio 1981 Terzo turno - Gara di andata | Real Sociedad | 1 – 1 | Cadice | Atotxa |

| Cadice 21 gennaio 1981 Terzo turno - Gara di ritorno | Cadice | 0 – 1 | Real Sociedad | Ramón de Carranza |

| Siviglia 29 aprile 1981 Ottavi di finale - Gara di ritorno | Siviglia | 2 – 1 | Real Sociedad | Ramón Sánchez Pizjuán |

| San Sebastián 6 maggio 1981 Ottavi di finale - Gara di andata | Real Sociedad | 1 – 1 | Siviglia | Atotxa |

## Statistiche

### Statistiche di squadra
| Competizione     | Punti | Totale | Totale | Totale | Totale | Totale | Totale | DR  |
| Competizione     | Punti | G      | V      | N      | P      | Gf     | Gs     | DR  |
| ---------------- | ----- | ------ | ------ | ------ | ------ | ------ | ------ | --- |
| Primera División | 45    | 34     | 19     | 7      | 8      | 52     | 29     | +23 |
| Coppa del Re     | -     | 4      | 1      | 2      | 1      | 4      | 4      | 0   |
| Coppa UEFA       | -     | 6      | 2      | 3      | 1      | 7      | 5      | +2  |
| Totale           | -     | 44     | 22     | 12     | 10     | 63     | 38     | +25 |

### Andamento in campionato
| Giornata  | 1  | 2 | 3 | 4 | 5 | 6  | 7 | 8 | 9 | 10 | 11 | 12 | 13 | 14 | 15 | 16 | 17 | 18 | 19 | 20 | 21 | 22 | 23 | 24 | 25 | 26 | 27 | 28 | 29 | 30 | 31 | 32 | 33 | 34 |
| --------- | -- | - | - | - | - | -- | - | - | - | -- | -- | -- | -- | -- | -- | -- | -- | -- | -- | -- | -- | -- | -- | -- | -- | -- | -- | -- | -- | -- | -- | -- | -- | -- |
| Luogo     | T  | C | T | C | C | T  | C | T | C | T  | C  | T  | C  | T  | C  | T  | C  | C  | T  | C  | T  | T  | C  | T  | C  | T  | C  | T  | C  | T  | C  | T  | C  | T  |
| Risultato | P  | V | V | N | N | P  | V | V | V | P  | V  | P  | V  | N  | V  | N  | P  | V  | V  | V  | P  | P  | N  | P  | V  | V  | V  | N  | V  | V  | V  | V  | V  | N  |
| Posizione | 18 | 7 | 7 | 7 | 7 | 11 | 9 | 8 | 3 | 5  | 3  | 5  | 4  | 4  | 3  | 3  | 4  | 4  | 3  | 2  | 3  | 4  | 4  | 8  | 7  | 6  | 5  | 3  | 3  | 2  | 2  | 1  | 1  | 1  |

Fonte: BD Futbol Squad of Real Sociedad 1980-81
Legenda:

Luogo: C = Casa; T = Trasferta. Risultato: V = Vittoria; N = Pareggio; P = Sconfitta.

### Statistiche dei giocatori
| Giocatore            | Primera División | Primera División | Primera División | Primera División | Copa del Rey | Copa del Rey | Copa del Rey | Copa del Rey | Coppa UEFA | Coppa UEFA | Coppa UEFA  | Coppa UEFA | Totale   | Totale | Totale      | Totale     |
| Giocatore            | Presenze         | Reti             | Ammonizioni      | Espulsioni       | Presenze     | Reti         | Ammonizioni  | Espulsioni   | Presenze   | Reti       | Ammonizioni | Espulsioni | Presenze | Reti   | Ammonizioni | Espulsioni |
| -------------------- | ---------------- | ---------------- | ---------------- | ---------------- | ------------ | ------------ | ------------ | ------------ | ---------- | ---------- | ----------- | ---------- | -------- | ------ | ----------- | ---------- |
| M. Arano             | 0                | 0                | 0                | 0                | ?            | ?            | ?            | ?            | 0          | 0          | 0           | 0          | 0+       | 0+     | 0+          | 0+         |
| D. Álvarez           | 33               | 3                | 1                | 0                | ?            | ?            | ?            | ?            | 6          | 0          | 2           | 0          | 39+      | 3+     | 3+          | 0+         |
| J. María Amiano      | 1                | 0                | 0                | 0                | ?            | ?            | ?            | ?            | 0          | 0          | 0           | 0          | 1+       | 0+     | 0+          | 0+         |
| J. Agustín Aranzábal | 1                | 0                | 0                | 0                | ?            | ?            | ?            | ?            | 1          | 0          | 0           | 0          | 2+       | 0+     | 0+          | 0+         |
| L. Arconada          | 34               | 0                | 2                | 0                | ?            | ?            | ?            | ?            | 6          | 0          | 1           | 0          | 40+      | 0+     | 3+          | 0+         |
| J. Mari Bakero       | 27               | 0                | 0                | 0                | ?            | ?            | ?            | ?            | 2          | 0          | 0           | 0          | 29+      | 0+     | 0+          | 0+         |
| G. Celayeta          | 33               | 0                | 4                | 0                | ?            | ?            | ?            | ?            | 5          | 0          | 1           | 1          | 38+      | 0+     | 5+          | 1+         |
| A. Gajate            | 4                | 1                | 0                | 0                | ?            | ?            | ?            | ?            | 1          | 0          | 0           | 0          | 5+       | 1+     | 0+          | 0+         |
| A. Gorriz            | 32               | 3                | 0                | 0                | ?            | ?            | ?            | ?            | 6          | 0          | 1           | 0          | 38+      | 3+     | 1+          | 0+         |
| L. Miguel Heras      | 0                | 0                | 0                | 0                | ?            | ?            | ?            | ?            | 0          | 0          | 0           | 0          | 0+       | 0+     | 0+          | 0+         |
| S. Idígoras          | 29               | 3                | 1                | 0                | ?            | ?            | ?            | ?            | 6          | 0          | 0           | 0          | 35+      | 3+     | 1+          | 0+         |
| S. Iriarte           | 0                | 0                | 0                | 0                | ?            | ?            | ?            | ?            | 0          | 0          | 0           | 0          | 0+       | 0+     | 0+          | 0+         |
| I. Kortabarría       | 30               | 5                | 3                | 0                | ?            | ?            | ?            | ?            | 4          | 0          | 2           | 0          | 34+      | 5+     | 5+          | 0+         |
| J. Antonio Larrañaga | 9                | 0                | 0                | 0                | ?            | ?            | ?            | ?            | 0          | 0          | 0           | 0          | 9+       | 0+     | 0+          | 0+         |
| R.L. Ufarte          | 31               | 5                | 2                | 0                | ?            | ?            | ?            | ?            | 6          | 1          | 2           | 0          | 37+      | 6+     | 4+          | 0+         |
| E. Murillo           | 9                | 0                | 0                | 0                | ?            | ?            | ?            | ?            | 4          | 0          | 0           | 0          | 13+      | 0+     | 0+          | 0+         |
| J. Olaizola          | 33               | 0                | 1                | 1                | ?            | ?            | ?            | ?            | 6          | 0          | 0           | 0          | 39+      | 0+     | 1+          | 1+         |
| P. María Otxotorena  | 0                | 0                | 0                | 0                | ?            | ?            | ?            | ?            | 0          | 0          | 0           | 0          | 0+       | 0+     | 0+          | 0+         |
| J. María Satrústegui | 28               | 16               | 3                | 0                | ?            | ?            | ?            | ?            | 6          | 3          | 0           | 0          | 34+      | 19+    | 3+          | 0+         |
| P. Uralde            | 29               | 7                | 3                | 0                | ?            | ?            | ?            | ?            | 5          | 1          | 1           | 0          | 34+      | 8+     | 4+          | 0+         |
| J. María Zamora      | 34               | 3                | 7                | 0                | ?            | ?            | ?            | ?            | 5          | 1          | 1           | 0          | 39+      | 4+     | 8+          | 0+         |